# Etah (Grönland)
Etah (grönländisch Iita [ˌiːˈta]) ist eine wüst gefallene grönländische Siedlung im Distrikt Qaanaaq in der Avannaata Kommunia.

## Lage
Etah befindet sich an der Nordküste nahe der Mündung des Iitap Kangerlua (Foulke Fjord). Der Fjord ist rund acht Kilometer lang und an seiner Mündung etwa zwei Kilometer breit. Die Klippen auf beiden Seiten erreichen rund 700 Meter Höhe. Der Fjord wird gespeist durch den Brother John Gletsjer, an dessen Ende sich der fast ganzjährig gefrorene Alida Sø befindet. Der nächstgelegene heute noch bewohnte Ort ist Siorapaluk 75 km südöstlich. Siorapaluk ist heutzutage das nördlichste Dorf Grönlands.

## Geschichte
Mit seiner Lage in Nordwestgrönland am Smithsund, an der die Entfernung nach Kanada nur rund 50 Kilometer beträgt, war die Gegend um Etah vor rund 4500 Jahren eines der ersten Gebiete Grönlands, das von Menschen besiedelt wurde. Auch als Qillarsuaq in den 1860er Jahren mit einer Gruppe anderer kanadischer Inuit nach Grönland zog, kam er zunächst in Etah an.
Der Name Etah wurde erstmals um 1860 von Isaac Israel Hayes niedergeschrieben, als er den Wohnplatz besuchte, und ist offiziell als Iita anerkannt. Die Bedeutung des Ortsnamens ist unbekannt.
In der ersten Hälfte des 20. Jahrhunderts war Etah der nördlichste Wohnplatz Grönlands und damit auch der nördlichste der Welt. Er war Teil der Wohnplatzgruppe Avannarliit. Noch weiter nördlich liegende Wohn- und Jagdplätze waren bereits im 19. Jahrhundert aufgegeben worden. Die Gegend um Etah galt als ausgezeichneter Ort für die Jagd auf Walrosse, Vögel und Eisbären.
Im 20. Jahrhundert war Etah Ausgangspunkt mehrerer Expeditionen, beispielsweise von Robert Edwin Peary oder Knud Rasmussen.
1951 hatte Etah 20 Einwohner. 1952 waren es nur noch neun und im Jahr darauf war Etah aufgegeben. Seither wird Etah noch vereinzelt als Jagdplatz benutzt.

## Söhne und Töchter
- Minik Wallace (um 1890–1918), als Kind nach New York City verschleppter Inuk
- Qaavigarsuaq Miteq (um 1899–1978), Expeditionsteilnehmer